# Российско-ланкийские отношения
Российско-ланкийские отношения — двусторонние дипломатические отношения между Россией и Шри-Ланкой.

## Советский период в отношениях
Советский Союз установил дипломатические отношения со Шри-Ланкой 3-6 декабря 1956 года. В 1958 году СССР и Шри-Ланка подписали соглашение об экономическом и техническом сотрудничестве. В 1967 году под Коломбо с помощью Советского Союза были построены сталелитейный завод (производственная мощность — 50 000 тонн в год), завод по производству шин и завод по производству строительных материалов.

## Отношения с Российской Федерацией

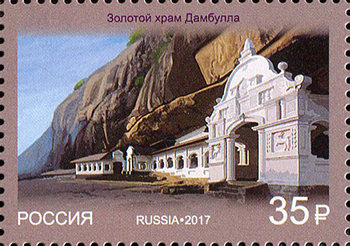
Почтовая марка, 2017 год. Совместный выпуск Российской Федерации и Демократической Социалистической Республики Шри-Ланка. Архитектура Золотой храм Дамбулла

### Политические связи
Во время войны между шри-ланкийскими вооруженными силами (правительство Шри-Ланки) и Тамильскими тиграми, Россия помогла Шри-Ланке путём обучения тактике ведения боя шри-ланкийских военных.
В ООН Россия всегда поддерживала Шри-Ланку почти в каждой резолюции. Наиболее заметным подобным случаем было внесение членами Европейского союза наряду со странами Северной Америки (Канада, Мексика) законопроекта о прекращении огня шри-ланкийской армией на заключительных этапах гражданской войны в Шри-Ланке в 2009 году. Но Китай и Россия наложили вето на законопроект и отклонили его. Позднее проект о военных преступлениях правительства Шри-Ланки, выдвинутый Западом, был провален Россией, Китаем, Африканским союзом и рядом других стран.

### Военные связи
Россия помогла Шри-Ланке получить оружие, сделанного на основе советского и российского, из нескольких стран в течение последних 30 лет. Примерами этого могут быть МиГ-27, используемые Военно-воздушными силами Шри-Ланки, и боевые танки Т-54/55 армии Шри-Ланки.

### Экономические связи
Показатели торговли между Россией и Шри-Ланкой невысоки, но достаточно стабильны. Товарооборот между двумя странами в 2009 году остался на уровне 2008 года — 253 млн долл. В 2008 году его рост составил 4,5 %. При этом на долю российского импорта из Шри-Ланки в 2009 году пришлось 233 млн долл., а экспорта — 20 млн долл. Номенклатура российского экспорта как и прежде состоит из запчастей к ранее закупленным в России оборудованию и авиатехнике, газетной бумаги, удобрений и стальных заготовок. Основной статьей импорта остается чай (более 90 % от общего объема, в 2008 г. — 48,7 млн кг на сумму около 190 млн долл). Периодически заключаются контракты

### Культурные связи
Первым послом Шри-Ланки в СССР стал основатель Всемирного Братства Буддистов Гунапала Малаласекара. Малаласекара был знаком с Ю. К. Рерихом, выступал с лекциями в МГУ.
Посольство Шри-Ланки и ланкийское землячество активно участвуют просветительской буддийской деятельности. Во дворе посольства со стороны улицы летом 2011 года установлена статуя Будды.
В 1974 году монах Паллеканде Ратнасара поступил на историко-филологический факультет Университета дружбы народов имени Патриса Лумумбы в СССР. В 1988 году он завершил аспирантуру в том же университете, защитив кандидатскую диссертацию на тему «Принципы построения учебного тезауруса русского языка». Он стал первым шриланкийским буддийским монахом, выучившим русский язык. 
В 2015 году шриланкийский монах Ньянасиха Ракване после получения степени бакалавра по филологии русского языка в Университете дружбы народов Патриса Лумумбы завершил магистратуру в Калмыцком государственном университете. В 2018 году достопочтенный Ньянасиха Ракване основал на Шри-Ланке первый русскоязычный буддийский монастырь — Читтавивека и к 2024 году девять из 12 учеников-монахов монастыря были русскоязычными. Монастырь Читтавивека стал важным центром для русскоязычных буддистов. В 2024 году монастырь посетил посол России на Шри-Ланке Леван Семёнович Джагарян. В 2024 году после обучения в России бханте Рев Васкадуве Сири Сарана Тхеро успешно защитил кандидатскую диссертацию по специальности «Теоретическая и прикладная лингвистика» в Южно-Уральском государственном университете. 

### Дипломатические миссии
- Посольство России в Коломбо
- (англ.)  (рус.) Посольство Шри-Ланки в Москве